# Duńska Kompania Wschodnioindyjska

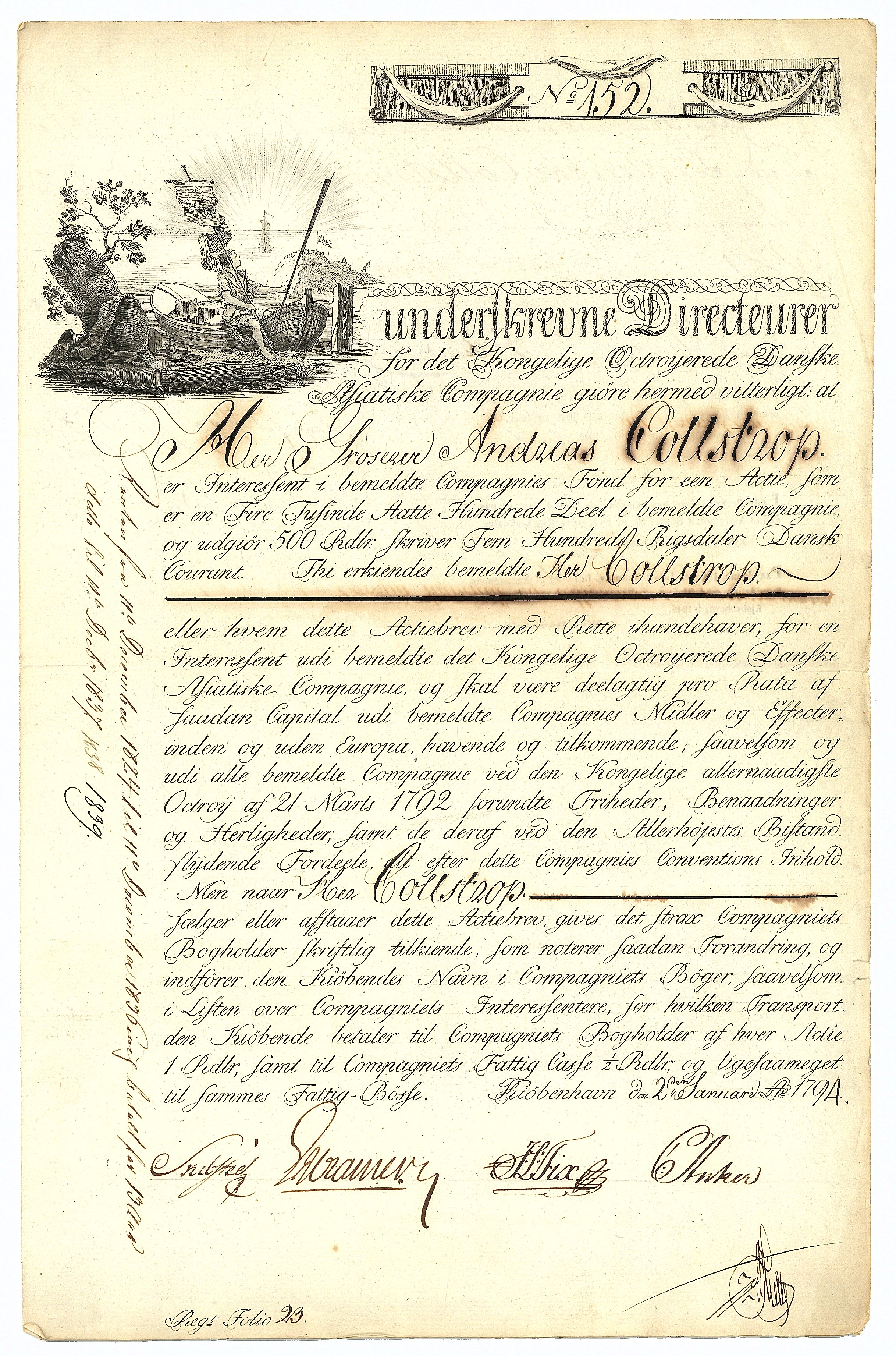
Akcja Królewskiej Duńskiej Kompanii Azjatyckiej na 500 Rigsdaler, wydana w Kopenhadze 2 stycznia 1794 roku.

Duńska Kompania Wschodnioindyjska (duń. Ostindisk Kompagni) – powstała 1616 roku, na podstawie przywileju duńskiego króla Christiana IV. Koncentrowała się na handlu z Indiami, Chinami i Japonią. Siedzibę swą miała w Tranguebar.
Kompania była towarzystwem akcyjnym: król wpłacił 12% kapitału, szlachta 15%, a mieszczanie 53% – to więc głównie mieszczanie byli akcjonariuszami kompanii.
Po początkowych sukcesach szybko straciła na znaczeniu, w roku 1729 została rozwiązana. W roku 1732 odrodziła się pod nazwą Kompanii Azjatyckiej, jednak w roku 1772 straciła monopol na handel z Indiami. W najlepszym swym okresie wraz ze Szwedzką Kompanią Wschodnioindyjską importowała do Europy więcej herbaty niż Brytyjska Kompania Wschodnioindyjska i przemycała 90% do Anglii, gdzie sprzedawała ją z dużym zyskiem.
W czasie wojen napoleońskich, w roku 1801, i powtórnie w roku 1807, brytyjska flota zaatakowała Kopenhagę. W bitwie o to miasto Dania straciła całą swą flotę i wyspę Helgoland. Brytyjska kontrola szlaków morskich spowodowała unicestwienie Duńskiej Kompanii Wschodnioindyjskiej.